# Crangon allmanni
Crangon allmanni är en kräftdjursart. Crangon allmanni ingår i släktet Crangon och familjen Crangonidae. Inga underarter finns listade i Catalogue of Life.